# Magyar Úttörők Szövetsége
A Magyar Úttörők Szövetsége 1946. június 2-án alakult meg.

## Története
Az úttörőmozgalom hagyományai Magyarországon 1919-ig nyúlnak vissza. Ennek az évnek a tavaszán, a magyar Tanácsköztársaság idején alakult meg Budapesten, a VII. kerületi Rottenbiller utcai iskolában az első úttörőcsapat. Marx Károly nevét vették fel, jelszavuk: A tettek beszélnek! volt.
A 2. világháború után, 1945 nyarán az újjászervezett Magyarországi Munkások Gyermekbarát Egyesülete szervezésében bontakozott ki. A cserkészmozgalom mellé, majd 1948-ban annak helyébe lépő Magyar Úttörők Szövetsége a magyar társadalom gyermekszervezete lett, az úttörőcsapatokba tömörülő kisdobosok, úttörők, úttörővezetők és pártoló tagok tömegszervezete. 1948. július 31-én, a Gyermekvasút első szakaszának átadásakor egyesítették a Magyar Úttörők Szövetségét a cserkészmozgalommal. Az egyesülést elutasító cserkészcsapatokat megszüntették. 1948. szeptemberétől minden általános iskolában úttörőcsapatokat kellett alapítani.
Az úttörőmozgalom célja: szabad hazában szabad embereket nevelni. A szabad ember tudja, mit várhat másoktól, mivel tartozik másoknak. […] Bátor, becsületes […] mindig igazságra törekszik.

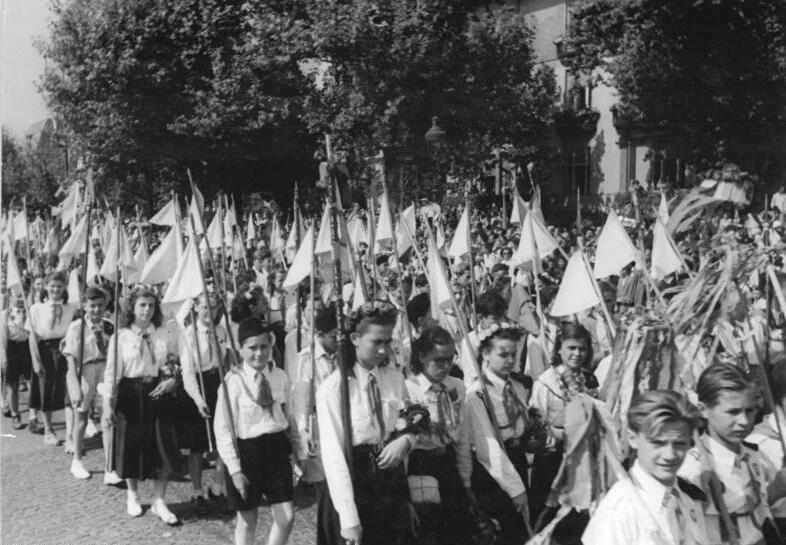
Pionírok felvonulása a Világifjúsági Találkozón (VIT) Budapesten (1949. augusztus 28.)

Az 1945 utáni első úttörőcsapatok a maguk választotta (különféle) színű nyakkendőt viseltek. 1946 őszén született meg az egységes úttörőnyakkendő: háromszögletű, fehér színű, két piros csíkkal a szélén. A fehér szín az úttörők jellemének a tisztaságát jelképezte, a piros csíkok pedig a forradalmiságra utaltak. A nyakkendő három sarka a három forradalmi nemzedéket jelképezte. A nyakkendőt nem csomózva kötötték, hanem piros fagyűrű tartotta össze.
1948 májusában megváltozott az úttörők egyenruhája: a fehér inghez kék nyakkendőt hordtak. A Világifjúsági Találkozó (VIT) idején – 1949 augusztusában – a csapatok legjobb úttörői – kitüntetésként – vörös nyakkendőt kaptak, amely viselet a későbbiekben általánossá vált. A világ legtöbb úttörőszervezetében a tagok vörös nyakkendőt viseltek.

„A példa mindig szemléletes, éppen ezért egy konkrét esetből indulok ki. Az ötvenes években egy budapesti IX. kerületi általános iskolában tanítottam, s ezekben az időkben alakult meg az első úttörőház a XIX. kerületben. Főhivatású igazgatója tanári képesítéssel rendelkezett, s ezen túl igen széles látókörrel, kitűnő szervezőkészséggel. Budapest különböző kerületeiből "szedte össze" a szakkörvezetőket, így bízott meg engem is az irodalmi és a színjátszó kör vezetésével. A képzőművészeti szakkörrel egyébként Komjáthy Gyula világhírű grafikus foglalkozott, s a főváros legkülönbözőbb iskoláiból jöttek azok az önként jelentkező gyerekek, akik nálunk, a XIX. kerületi úttörőházban akartak mozgalmi életet élni.
Hogy milyen volt az úttörőélet? Erre csak annyit tudok mondani, hogy azokkal a hajdani gyerekekkel ma is élő a kapcsolatom, a feledhetetlen emlékek összekötnek. Amikor előadtuk Bornemisza Péter Élektráját, a nézőtéren ott ült Major Tamás, Kodály Zoltán és Pais Dezső. A gyerekek lázban égtek, a lelkesedés úgy felfűtötte őket, hogy talán életük végéig megmarad bennük a szikra.
És amit most mondok, nagyon lényeges: egyiküknek sem voltam tanára. Kapcsolatunk az iskolától függetlenné tett, egészen másféle emberi-baráti-nevelői kapcsolat volt. Véleményemet ez a tény csak erősíti, ám nem az egyetlen, amelyből kiindulhatok, mikor azt mondom, hogy az úttörőmozgalom megújítása azzal a sorsdöntő lépéssel kezdődjék, hogy emeljék ki az iskola keretei közül, s helyezzék át egy másik, kötetlen, önkéntes, szabad dimenzióba.
”

– Nemeskürty István

Az 1960-as-1970-es években több tanéven át tartó mozgalmak, akciók sorozata zajlott, amelyek irányítását veteránokból, tudósokból, neves politikusokból álló országos parancsnokságnak nevezett stábok végezték. 1963–1965-ben Úttörő expedíció a jövőbe címmel indult kétéves mozgalom, amely a haza megismerésére, a lakóhelyért végzett munka, a jövő terveinek megfogalmazására késztette a csapatokat. A legjobb rajok expedíciós jelvényt és zászlószalagot nyerhettek. Az 1965-1966. évi úttörőév mozgalma az Úttörők a hazáért volt. Ez a hozzájárulás lehetőségét biztosította az ország, a lakóhely építésében, a meglévő értékek óvásában. 1966. június 7-10 között ünnepelte a mozgalom a 20. születésnapját. Ekkor került sor a IV. országos úttörő-találkozóra. 1968–1969-ben A forradalom lángjai mozgalom a KMP, a Kommunista Ifjúmunkások Szövetsége (KIMSZ) és a Tanácsköztársaság 50. évfordulójára irányította a csapatok figyelmét. Ekkor építették meg a miskolci fiatalok a Tanácsköztársaság legendás hírű XII. páncélvonatának korhű mását, amely múzeum-vonatként járta két évig az országot.
1970–1971 között szolidaritási akciókkal segítették a vietnámi népet és az árvízkárosult iskolákat. Ebben az évben az Ajándék a hazának címmel készültek mozgalmuk 25. születésnapjára. 1972–1973-ban Petőfi Sándor születésének 150. évfordulóján A néppel tűzön-vízen át! volt az éves mozgalom elnevezése, amely a költő életművének és hazánk tájainak jobb megismerését szolgálta. Ebben az évben ünnepelték a főváros egyesítésének 100. évfordulóját is, amely főként a budapesti csapatok munkáját élénkítette.
A következő két évben (1973–1975) Nem térkép e táj néven folytatódott a szülőföld megismerése. 1975–1976-ban az úttörőmozgalom 30. évfordulóját ünnepelték az Őrizzük a lángot! felhívással. Ennek keretében került sor – 1976 áprilisában – a J-R-30 fedőnevű országos jubileumi riadójátékra. Június elején pedig az egy hétig tartó országos találkozóra.
1976–1978 között ismét olyan időszak következett, amelynek során a csapatok belső életének színesítésére, szervezeti megerősítésére kerülhetett sor. Az Együtt egymásért mozgalom keretében hirdették meg az R-77 próbát. A további évek jelszavai: a Mi világunkért, Tettekkel a mi világunkért!.
| Üzenet az ország valamennyi kisdobosának és úttörőjének (1978) | Üzenet az ország valamennyi kisdobosának és úttörőjének (1978) |
| --- | -------------------------------------------------------------- |
| Kedves Pajtások! Gyorsan elrepült a vakáció. Emlékei mindnyájatokban elevenen élnek. Bőrötök őrzi még a nyár egészséges színét. S bár sokat meséltek nyári élményeitekről, már kíváncsian kérdezitek azt is, milyen meglepetéseket, tennivalókat tartogat az új tanév és úttörőév. Az 1978-1979-es úttörőév különleges és érdekesnek ígérkező esztendő. "A mi világunkért" elnevezésű mozgalom nagy munkára, egész éven át tartó játékra, közös, vidám együttlétre hív minden kisdobost és úttörőt. Középpontjában szűkebb és tágabb világunk áll, amely tele van rátok váró feladatokkal, felfedezésre csábító érdekességekkel, megismerésre érdemes eseménnyel. Várnak rátok régi segítőitek, nevelőitek, barátaitok és sokan olyanok - felnőttek és gyerekek egyaránt -, akiknek ma még talán a nevét sem tudjátok, az arcát sem ismeritek. Kérünk benneteket, járjatok az eddiginél is kíváncsibb szemmel, figyeljetek oda valamennyi érdekes hallani- és látnivalóra. Akarjatok, tudjatok beleszólni a kis és nagy közösségek dolgaiba, és ne mulasszatok el semmit, amivel tenniakarásotokat bizonyíthatjátok, s ami gazdagabbá teheti a most következő úttörőévet. Ha így cselekedtek, majd elmondjátok: jobban értem a világot, többet tudok belőle, s így lesz szívemnek kedvesebb ez a naprendszer, az öreg földgolyó, a vén Európa, ez a mi gyönyörű országunk, az én kis falum vagy városom, az iskolám, a csapatom, a ház, ahol lakom, s körülöttem minden ember. A mi világunkért azzal tehettek a legtöbbet, ha megértitek örömeit és gondjait, ha akartok ma még gyermekként, és holnap már felnőttként cselekedni. A Magyar Úttörők Szövetsége Országos Elnöksége bízik bennetek és tudja, hogy ebben az évben is számíthat rátok. Legyetek még lelkesebbek, ötletesebbek, bátrabbak és tettre készebbek, mint eddig bármikor! S így lesz a most következő úttörőév emlékezetes része az 1979-es esztendőnek, amely az egész világon a gyermekeké. A dolgozó népért, a hazáért előre! Magyar Úttörők Szövetsége Országos Elnöksége |                                                                |

1981–1982 között a Hass, alkoss, gyarapíts! jelmondat szellemében a helyi lehetőségeken alapuló rugalmas programválasztásokra kaptak lehetőséget a csapatok. A nagyszabású központi akciók helyett inkább a csapatszintű folyamatos tevékenységekre helyeződött át a hangsúly.
Az utána következő években pedig minden csapat maga választotta meg a jelmondatát.
1986-ban feladta a Magyar Szocialista Munkáspárthoz kötődő szerepét, tevékenységeinek tartalmát innentől az „Úttörők a barátságos harmadik évezredért” sokáig kifejezte a szövetség törekvéseit. Szabályait A gyermekek jogairól szóló egyezmény szellemiségéhez kötötte. Az utolsó kisdobosavatók az 1989 szeptemberi iskolai évnyitók idején zajlottak.

## A rendszerváltozás után
A rendszerváltozás után 1990-től a Magyar Úttörők Szövetsége kereste a pluralista gyerekmozgalmi világban új helyét, éveken át népszerű maradt, több helyi közösségben megőrizte a súlyát. 1991-ben a Fidesz követelte a parlamentben, hogy a cserkészmozgalommal azonos mértékű állami támogatást kapjon. Elsősorban a Fidesz karaktergyilkosságai nyomán - elvesztette jelentőségét és tömegbázisát, jelenleg[mikor?] százas nagyságrendű csapat és néhány ezer gyerek és felnőtt tekinti magát úttörőnek. Együttműködésben tevékenykedik a Grund Klubhálózattal.
Az 1969-1975 között felépült, állami tulajdonú zánkai úttörőtáborból Ifjúsági Centrum lett, majd pedig az Új Nemzedék Központ és az Erzsébet Utalvány Központ osztozott a tulajdonjogon. 2016 óta Erzsébet Üdülőközpont és Tábor Zánka (röviden Zánkai Erzsébet-tábor) néven, teljesen felújítva üzemel az Erzsébet Üdülőközpont Kft. tulajdonában.  Az 1948-ban megnyílt, majd az 1960-as években kibővített csillebérci úttörőtábor tulajdonjogát elhúzódó per vonta kétségbe. A neve Csillebérci Gyermek- és Ifjúsági Központra változott. 2021 óta a zánkaihoz hasonlóan ezt is az Erzsébet a Kárpát-medencei Gyermekekért Alapítvány üzemelteti. Az egykori megyei szervezetek táborait az önkormányzatok üzemeltetik tovább gyermeküdülőként vagy értékesítették piaci alapon.
A Csillebérci Ifjúsági Központ 2018-as kényszerű elhagyása után a szervezet székhelye egy budakalászi irodaházban nyert elhelyezést – kutatásra alkalmas archívumát részben itt, részben az Országos Levéltárban őrzik. A tábora Taksonyban működik amelyet Zöld Szigetnek neveznek. A rendszerváltás óta folyamatosan Rácz Péter a szövetség vezetője. A hűséges csapatvezetők nyugdíjba vonulásával a csapatok száma és a taglétszám jelentősen lecsökkent.
A Gyermek- és Ifjúságtörténeti Múzeum (Zánka) anyaga szétdúlása után váratlan állami beavatkozás nyomán a Terror Háza Múzeum gondozásába került. A – szintén a Balatoni Úttörővárosban 1974-ben alapított – Gyermekalkotások Galériájának 20 000 műtárgya is csaknem az enyészet sorsára jutott. (Gondatlan gazdái jóvoltából.) Jelenleg[mikor?] biztonságban egy kispesti iskola őrzi. A két gyűjtemény feldolgozás megkezdődött.

## Tagjai
- 1957 és 1990 közt kisdobosok: az általános iskola 2-4. osztályos (alsó tagozatos) tanulói

| Asztalos István: A kisdobos | Asztalos István: A kisdobos |
| --- | --------------------------- |
| "Szolnok alatt táborozott Damjanich vörös-csákós serege, és a holnapi csatára készülődött. A katonák a tábortűznél ültek. Egyikük levelet írt, más a puskáját pucolta, sokan meg beszélgettek. Egyszer csak az egyik katonának megakad a szeme egy kis mezítlábas, tizenkét éves forma fiúcskán, aki zsebredugott kézzel állingált a tábortűz mellett, s hallgatta őket. – Hát te mit keresel itt? – szólt reá a katona. – Mész azonnal haza! Anyád eddig sírva keres. A fiú azonban nem mozdult. – Nincs anyám – mondta halkan, és lesütötte a szemét. – Akkor apád üt agyon, ha ilyen későig tekeregsz. – Apám sincs – válaszolta a gyermek. A katona most már sajnálkozva kérdezte: – Akkor ki tart el téged? – Szolgálok a gazdáknál. – S minek jöttél ide? – Megvédeni a hazát! – egyenesedett ki a gyermek, s látszott a tűz fényénél, hogy fellobog a szeme. A katonák nevettek ugyan, de tetszett nekik a válasz. Egyik nagybajuszú, öreg őrmester odament mellé. – Na fiam, ezentúl a haza a te édesanyád! – s egy vörös csákót nyomott a fiúcska fejére. Nagy volt a csákó, füléig szaladt, de a fiúcska viselte boldogan, s ott is maradt a Damjanich seregénél kisdobosnak. Sok csatában részt vett, tüzes szívvel dobolta harcra a honvédeket. Egyik csatában aztán mellén találta egy osztrák golyó. Lerogyott a gyermek, s az öreg őrmester ijedten szaladt oda: – Mi van veled, kisfiam?! – hajolt le hozzá, s vette ölébe a fejét. – Itt, itt! – suttogta a gyermek, s a mellére mutatott. Aztán mélyet sóhajtott, és vér buggyant ki a száján. Így halt meg a hazájáért és népe szabadságáért a kis szolgafiú." Napsugár, 1957. március, 5-6. oldal |                             |

| Krúdy Gyula: A komáromi fiú - X. fejezet: A fogságban (részlet) | Krúdy Gyula: A komáromi fiú - X. fejezet: A fogságban (részlet) |
| --- | --------------------------------------------------------------- |
| "A kisdobos nagyot sóhajtott. Aztán még egyszer megszorította a Pali kezét. Ki tudja, holnap lesz-e erre még ideje? Estefelé nagy mozgalom volt a táborban. A távolból puskaropogás, ágyúdörgés hallatszott. - A magyarok visszaveszik a sáncot az ellenségtől! - kiáltotta Pali és csaknem fölugrott az izgatottságtól. Egész éjjel nem tudta lehunyni a szemét. Az ágyúdörgés megrázta alatta a földet és csaknem fölkiáltott: - Előre, előre! Képzeletében látta a zászlóaljakat előre rohanni. Hej, ha ő is ott lehetne! Hajnal felé nagy zavar támadt a táborban. A katonák jöttek vissza. Kimerülten, lehorgasztott fejjel botorkáltak a tábor előtt. Kocsikon jajgató sebesülteket hoztak. De nem magyar sebesülteket. - Győztek a magyarok! - ujjongott Pali és a kisdobos nyakába borult sírva. Eszébe se jutott most, hogy reggel haditörvényszék elé állítják és esetleg főbe lövik. Mámorossá tette a győzelem. Látta lobogni a háromszínű zászlót a visszafoglalt sáncokon és hallotta a honvédek diadalmas kiáltását: - Éljen a haza! Boldogan aludt el." Krúdy Gyula: 1848 - Nagy idők nagy hősei (Ifjúsági elbeszélések) |                                                                 |

- Úttörők: az általános iskola 5–8. osztályos (felső tagozatos) tanulói, akik egymás „pajtásai” voltak, az őrs, illetve a raj tagjai

- Ifivezetők: általános iskolát végzett, az úttörőmozgalmat kedvelő, sokszor vezetői feladatot vállaló,  jól képzett ifjú vezető, többnyire középiskolás diákok, ifjúmunkás, pedagógusjelölt.
- Úttörővezetők: többnyire pedagógus végzettségű és politikailag képzett felnőtt személy, aki bizonyos időszakokban munkaköri kötelességként, máskor önkéntesen vállalt rajvezetői, csapatvezetői feladatokat az úttörőcsapatban, vagy területi szerveknél.

## Egységei
- őrs - 6-12 fő alkotta
- raj - 2-4 őrs alkotta
- csapat - általában az összes raj az iskolában

## Követelmények
| A pajtáscsaládok 6 pontja | A pajtáscsaládok 6 pontja |
| --- | ------------------------- |
| - 1. A pajtás hazáját, társait szereti. - 2. A pajtás mindig őszinte és becsületes. - 3. A pajtás szüleit és nevelőit szereti és becsüli. - 4. A pajtás ismeri és szereti a természetet. - 5. A pajtás mindig tiszta és rendes. - 6. A pajtás jól tanul. |                           |

Kisdobosembléma

A pajtás elnevezést 1957 után a kisdobos követte.

## A kisdobosok 6 pontja
- 1. A kisdobos hűséges gyermeke a magyar hazának.
- 2. A kisdobos szereti és tiszteli szüleit, nevelőit, pajtásait.
- 3. A kisdobos szorgalmasan tanul és dolgozik, segíti társait.
- 4. A kisdobos igazat mond és igazságosan cselekszik.
- 5. A kisdobos edzi testét és óvja egészségét.
- 6. A kisdobos úgy él, hogy méltó legyen az úttörők vörös nyakkendőjére.

## Az úttörők 12 pontja

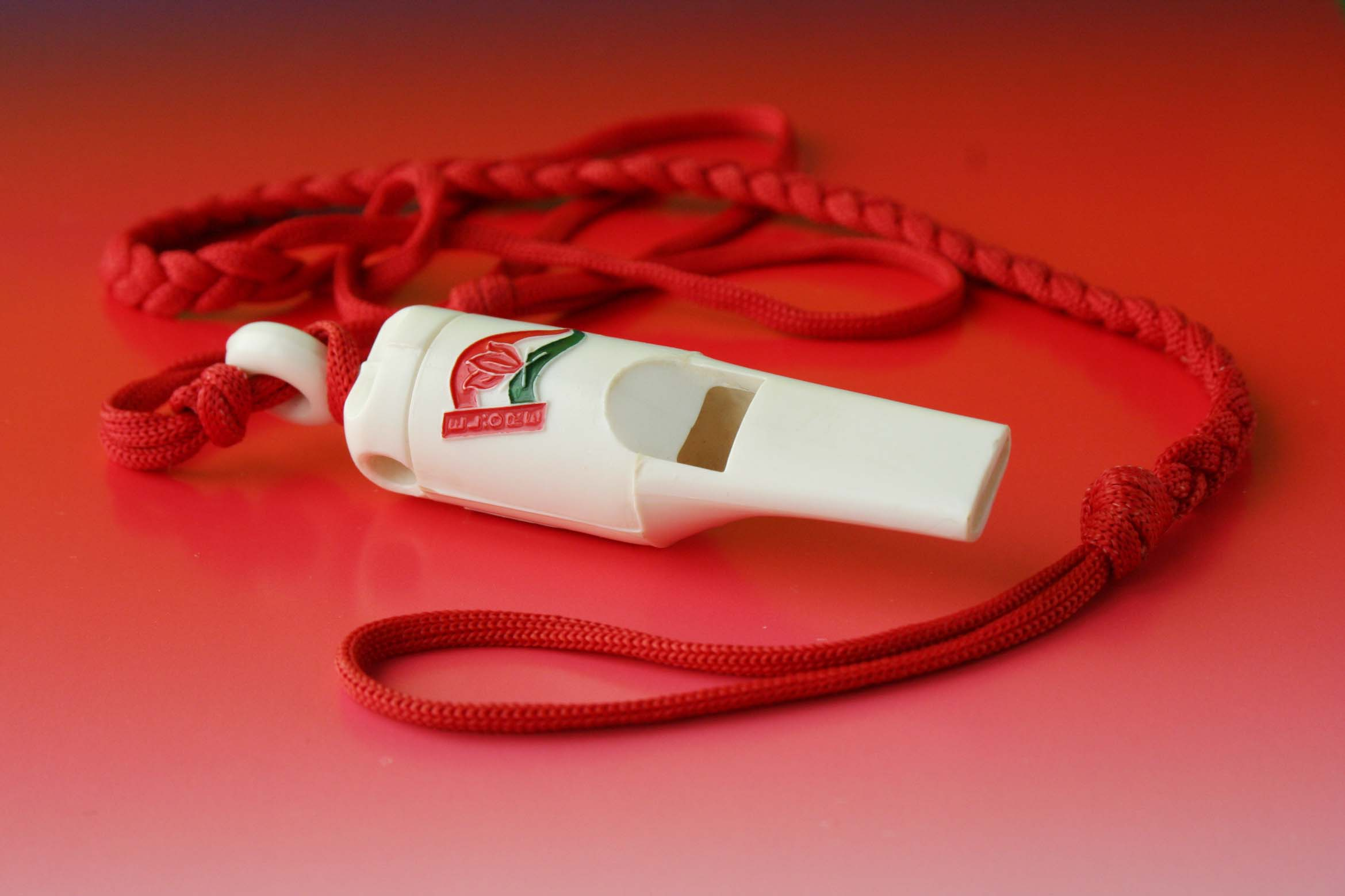
Úttörősíp 1968-ból

Az úttörők legfőbb kötelességeit az 1848-as forradalom 12 követelésének példájára 12 pontban fogalmazták meg. Nyomtatásban elsőként az úttörő Gyermekújság 1946. május 1-jei számában jelent meg. Az évtizedek folyamán sokszor változtak a pontok, de mindig felidézték az 1848-as elődök 12 pontját.
Az úttörők törvénykönyve összesen kilenc változatot ért meg a rendszerváltásig. 1986-ban vette fel a 12 pont ez egyes szám első személyű esküformát. A 9. pont kezdetben így szólt: „Az úttörő mindig bátor és önfegyelmezett.” A 2. pont először így hangzott: „Az úttörő szereti hazáját, népét, és harcol érte.”, később a „harcol” kifejezést a „küzd és dolgozik”-ra cserélték. 1948-ban, a cserkészek beolvasztásának évében került bele „Az úttörő jól tanul.” betoldás kiemelve, hogy a cserkészek iskolán kívüli szerveződését ők a tanintézményekhez kötötték. 1954-ben ezt tovább bővítették, a tanulás és a munka célját abban megjelölve, hogy az úttörő „méltó tagja” lehessen az 1950-ben alapított DISZ-nek (a KISZ elődjének). 1957-ben a Kádár-korszak elején a 12 pontot újra átírták, az úttörő a „haza” helyett „a Magyar Népköztársaság hű gyermeké”-vé vált, aki „önként szolgálja a közösséget” és „mindig igazat mond”. 1975-től újra fontosnak tartották kiemelni, hogy az úttörőség fontos kelléke a „jó tanulás” és „a szocialista társadalom értékeinek gyarapítása és védelme”. 1986-ban vette fel a 12 pont ez egyes szám első személyű esküformát, a Magyar Népköztársaság helyett pedig „a szeretni való hazá”-t írtak.

### Az úttörők 12 pontja 1946-ban
- 1. Az úttörő szabad hazában, szabad emberek között, szabad emberként akar élni!
- 2. Az úttörő szereti hazáját, népét és harcol érte!
- 3. Az úttörő a világ minden dolgozóját testvérének tekinti!
- 4 Az úttörő mindig igazat mond és igazságosan cselekszik!!
- 5. Az úttörő ismeri és lelkiismeretesen teljesíti kötelességeit!
- 6. Az úttörő mindig kész segíteni másokon!
- 7. Az úttörő mindig bátor és önfegyelmezett!
- 8. Az úttörő ismeri és szereti a természetet!
- 9. Az úttörő önként aláveti magát a közérdeknek!
- 10. Az úttörő őrzi egészségét és fejleszti tudását!
- 11. Az úttörő szívesen követi a felnőttek útmutatását!
- 12. Az úttörő megosztja tudását és neveli a kisebbeket!

### Az úttörők 12 pontja 1987-ben
- 1. Az úttörő hű gyermeke hazánknak, a Magyar Népköztársaságnak, felelősséggel dolgozik érte.
- 2. Az úttörő erősíti a népek barátságát, védi a vörös nyakkendő becsületét.
- 3. Az úttörő szorgalmasan tanul, a világ és önmaga megismerésére törekszik.
- 4. Az úttörő gyarapítja és védi a szocialista társadalom értékeit.
- 5. Az úttörő ahol tud, segít és önként szolgálja a közösséget.
- 6. Az úttörő igazat mond és igazságosan cselekszik.
- 7. Az úttörő szereti, tiszteli szüleit, nevelőit és az idősebbeket.
- 8. Az úttörő igaz, hű barát.
- 9. Az úttörő bátor és fegyelmezett.
- 10. Az úttörő szereti és védi a természetet.
- 11. Az úttörő edzi testét és óvja egészségét.
- 12. Az úttörő úgy él, hogy méltó legyen a Magyar Kommunista Ifjúsági Szövetség tagságára.

## Játékvárak
Közösségi játékok szervezésére hívták fel a csapatokat az Úttörőélet 1984-1988 című kiadványban. A "várak" gazdagabb programokat kínáltak az adott közösségek tagjainak, de módszertani központokként is funkcionáltak.
1986-ban hétszáz játékvár alakult, a legnépszerűbbek a Vár a természet!, a Barátunk a könyv és a Hétmérföldes csizmában voltak.
A közösségi játékok népszerűsítésére az 1986-1987-es mozgalmi év elején akciót hirdettek.
- Egyszer volt, hol nem volt
- Hétmérföldes csizmában
- Tájak, korok, múzeumok
- Vár a természet!
- Téged is vár a természet!
- A művészetek vándorútján
- Barátaink... (... a könyv, ... a film, ... a számítógép, ... a muzsika, ... a népművészet, ...)
- Kenguru
- A szülőföldért!
- Játssz velünk!
- Érteni egymást!

## Úttörővezetők[7]

### Az Országos Elnökség tagjai (1987)
Ádámné Fábri Lili, Csizmár Gábor, Fitos Katalin, Friss Péter, Heim Árpád, Molnár Lajos, Mrázik Mária, Pásztor Béla, Szabó László, Szilágyiné Fintha Judit, Takács János, Tímár Ágostonné, Tóth József, Varga László, Záhonyi Ede.

### Az Országos Tanács titkárságának tagjai (1987)
- Varga László, a Magyar Úttörők Szövetsége főtitkára
- Friss Péter, a Magyar Úttörők Szövetsége titkára
- Mrázik Mária, a Magyar Úttörők Szövetsége titkára
- Tóth József, a Magyar Úttörők Szövetsége titkára
- Kőhalmi László, a Csillebérci Vezetőképző és Úttörőtábor vezetője
- Mészáros Éva, a Komárom megyei Úttörőelnökség elnöke
- Molnár Sándor, a CIMEA főtitkára
- Wolford Sándor, a Balatoni Úttörőváros főigazgatója

1989-ben Ügyvivő Testület vette át a koordinációs feladatokat. A megyei és szakági társulások autonómiát élveztek, A Gyermeki Jogok ENSZ Egyezményét idéző szabályrendszer vette át a korábbi normák szerepét. A csapatok maguk választhatták nevüket és formációik nevét is. Regionálisan szeszélyes elrendezkedésben voltak erős gócok, Baranya, Szabolcs, Pest megye emelkedett ki szervezettségben. De Szolnokon volt olyan település, ahol a helyi MDF elnök, egy testnevelő tanár vezetett úttörőcsapatot, sokáig 3 egyházi iskolában is működött úttörőcsapat. Erős volt a befolyás a gyógypedagógiai intézményekben - ez a szolidaritás-eszme az egykori cserkész köztársasági elnök, Göncz Árpád elismerését is kivívta.
Az ügyvivő testület ügyvezető elnöke folyamatosan Rácz Péter, székesfehérvári tanárember volt, ő látja el e tisztet ma is. A soros elnökséget az ügyvivő testület minden tagja betöltötte.
Néhány éve szoros szövetségben működik a Grund Klubhálózattal. A csapatok száma erősen lecsökkent.

## A magyar úttörősajtó
Úttörősajtónak nevezték azokat a központi lapokat és folyóiratokat, amelyek a Magyar Úttörők Szövetsége elvi irányításával tevékenykedtek. A központi lapok és folyóiratok (első számuk megjelenésének sorrendjében): Úttörő Gyermekújság, Pajtás, Úttörővezető, Őrsvezető, Hüvelyk Matyi, Úttörő, Kisdobos, Dörmögő Dömötör, Tábortűz, Kincskereső, Ifjúvezető és a Hogyan? című időszakos kiadvány.
A központi úttörőlapokon és folyóiratokon kívül időszakosan számos csapatújság, úttörőházi híradó, tábori újság stb. jelent meg, ezek is az úttörősajtóhoz sorolhatók.

### Úttörő Gyermekújság
1946. február 6-án jelent meg először, a magyar úttörőmozgalom szervezésével azonos időben kelt életre. Első száma már akkor megjelent, amikor még csak néhány úttörőcsapat működött, és amikor még kidolgozatlan volt a mozgalom nevelési és szervezeti rendszere. Hétről hétre ismertette, magyarázta az úttörőmozgalom célkitűzéseit, közölte a központi utasításokat, módszereket javasolt az alakuló közösségek életének megszervezéséhez és közreadta az első csapatok tapasztalatait. Mivel a lapot nemcsak az úttörők olvasták, segítette az úttörőmozgalom népszerűsítését és részese volt a „tagtoborzásnak”.
Ebben a lapban jelent meg először 1946. május elsején az úttörők 12 pontja.

### Pajtás

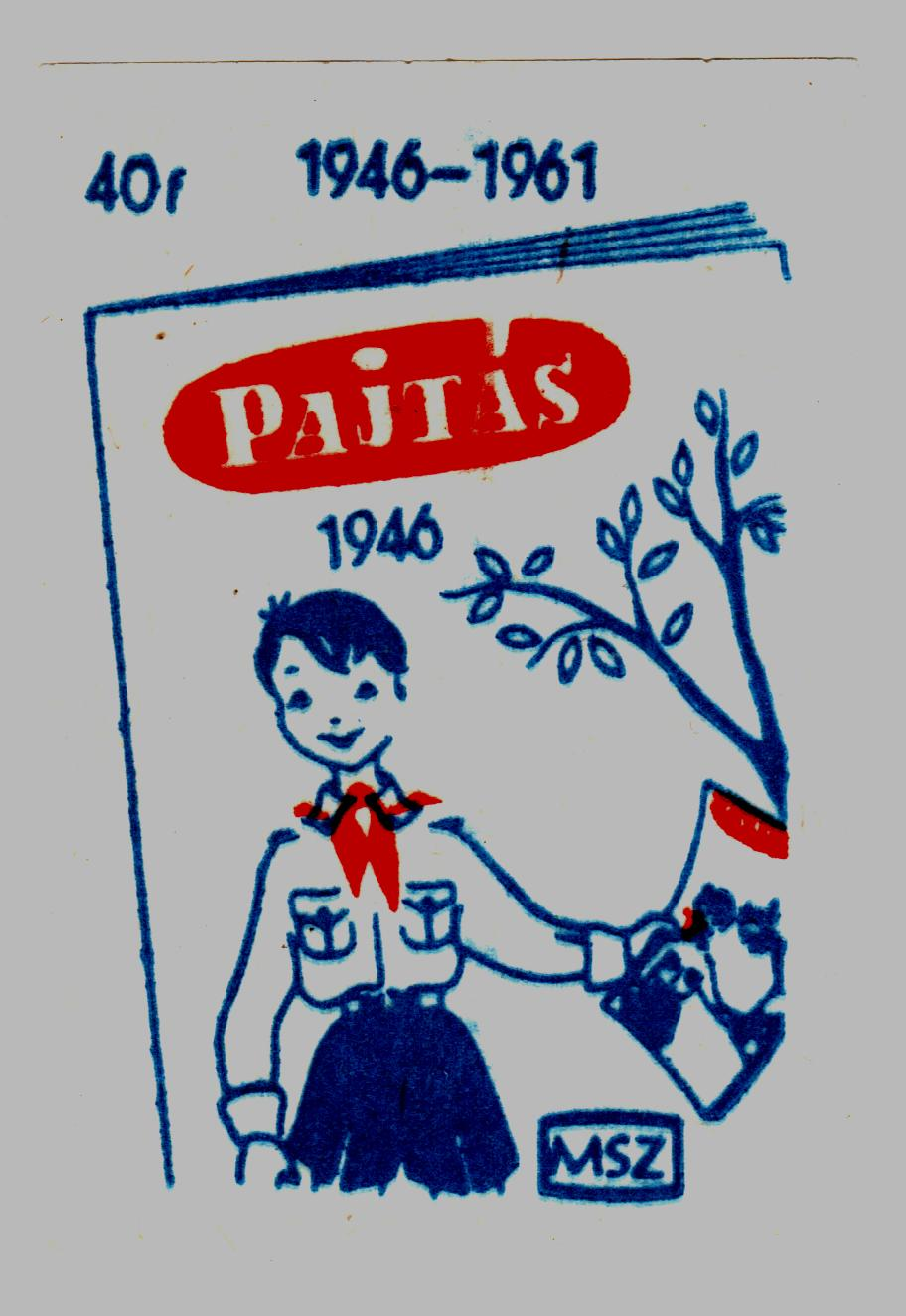
Pajtás újság gyufacímke

Olvasótábora 1948 őszéig a 6–14 évesekből alakult. 1948 novemberétől a 6–9 évesek, vagyis a pajtáscsaládok képes folyóirata a Hüvelyk Matyi lett, így a Pajtás a 10–14 évesek lapja maradt. Először 1946. december 20-án jelent meg.
A Pajtás az úttörőmozgalom tudósítója, krónikása, tettekre serkentő, nevelő eszköze volt. Lapszámaiból megismerhető a mozgalom teljes története, minden jelentős eseménye. Figyelemmel kísérte a bel- és külpolitika eseményeit, és olvasóit életkori sajátosságainak megfelelően tájékoztatta. Célja volt, hogy a gyerekek megkedveljék az olvasást, és szabadidejük eltöltéséhez az újságtól megfelelő segítséget kapjanak. A lap pályázatokat, versenyeket, országos játékokat kezdeményezett és ezzel olvasóit cselekvésre ösztönözte. A szerkesztőségi posta sok ezer gyermekkel tartott kapcsolatot. Lehetővé tette, hogy gyermekek is írjanak a lapba: gyermektudósítókat bízott meg, gyermektudósításokat szervezett, és ezzel hozzájárult az újságíró-utánpótlás neveléséhez.

### Úttörővezető
Az országos úttörővezetőség 1947. március 26-i ülésén javaslatot terjesztett be olyan folyóirat létrehozására, amely a vezetők munkáját segíti. A javaslatot elfogadták és 1947 májusában megjelent az Úttörővezető. A folyóirat terjesztette és népszerűsítette a legjobb vezetési módszereket, vitákat közölt az úttörőélet fejlesztésével kapcsolatban, programtervezeteket, javaslatokat adott a színvonalas és hatékony úttörővezető-képzéshez.

### Őrsvezető

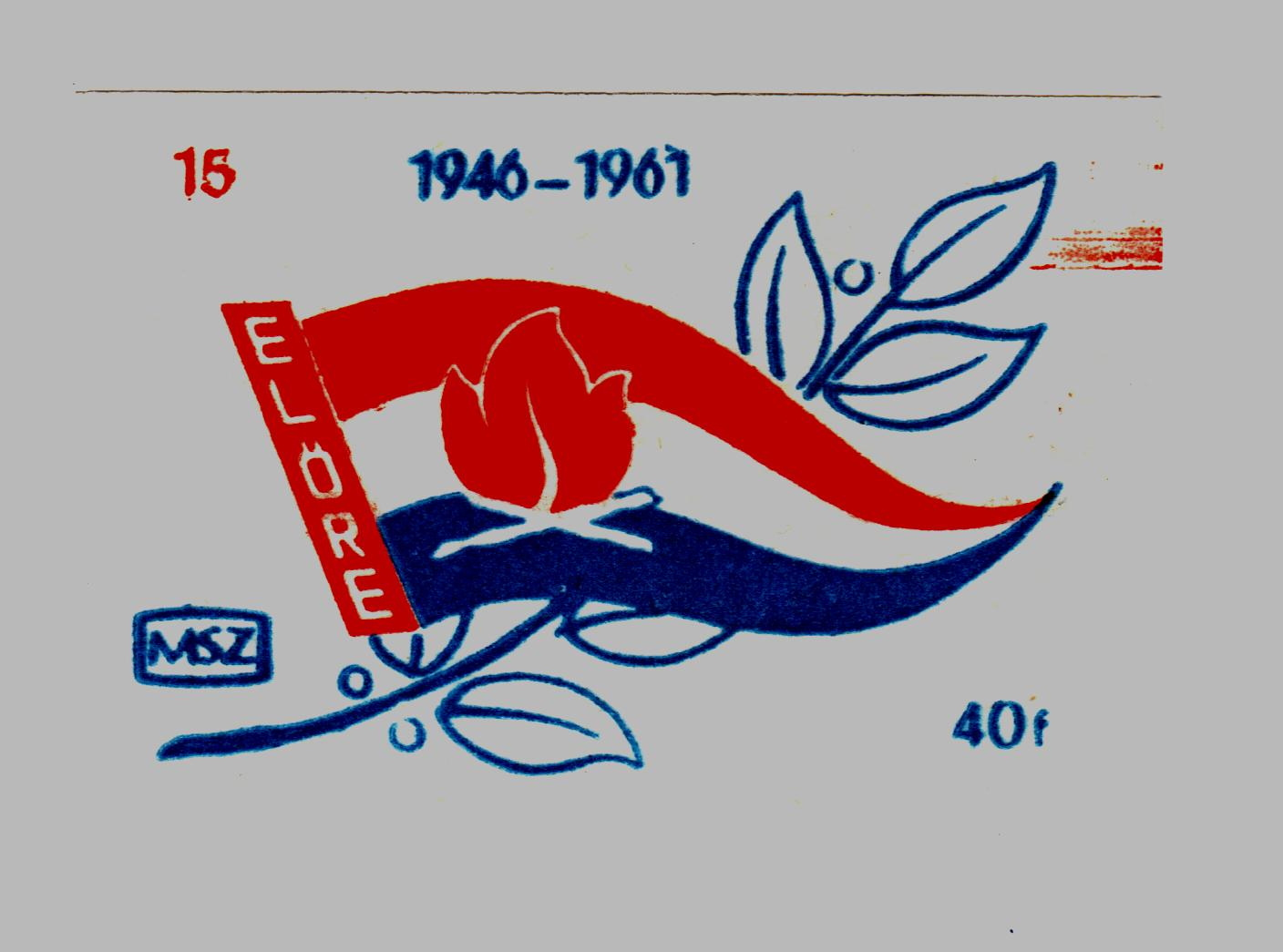
Úttörőszimbólum gyufacímke

Első száma 1948. október 15-én jelent meg. A sok képpel illusztrált folyóirat – mint neve is kifejezte – főleg a 12–14 éveseknek készült. Az első számot hat további követte, majd megszűnt. 1968 szeptemberétől jelent meg ismét havonta. 1982 januárjától új néven jelentkezett: az Iránytű lépett az Őrsvezető cím helyébe.

### Hüvelyk Matyi
A Magyar Pedagógusok Szabad Szakszervezete kiadásában induló gyermekfolyóirat volt. Első száma 1947. március 1-jén jelent meg. A folyóirat kezdetben nem kötelezte el magát az úttörőmozgalomnak, hanem korosztálytól független, általános gyermeklapnak vallotta magát. 1948 novemberétől lett az úttörőmozgalom folyóirata, tartalma is megváltozott (leginkább a Pajtás-hoz hasonlított), a pajtáscsaládok életével, az úttörőmozgalom célkitűzéseinek, feladatainak ismertetésével foglalkozott.
1949-ben megszűnt, helyette 1952-ben megjelent a 6–12 évesek önálló folyóirata, a Kisdobos.

### Úttörő
Először 1949 márciusában jelent meg mint új havilap. Elsősorban a csapatgárdistáknak készült, azaz azoknak a gyerekeknek, akik valamilyen tisztséget töltöttek be az úttörőcsapatban, rajban vagy őrsben. 1952-ben az úttörők és az iskolások irodalmi és ismeretterjesztő folyóiratává alakult. Utoljára 1956 októberében olvashatták az úttörők.

### Kisdobos

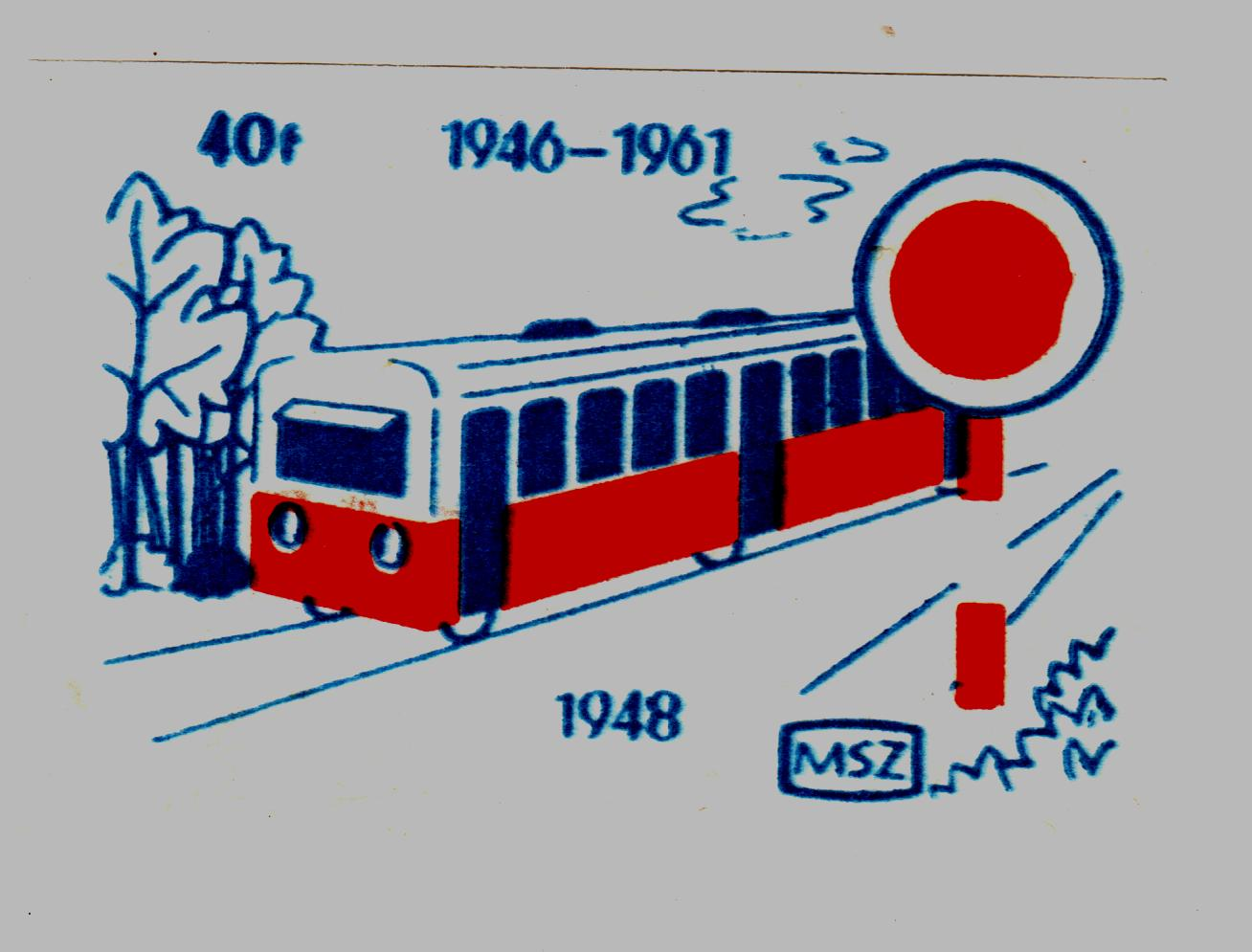
Úttörővasút gyufacímke

A Hüvelyk Matyi 1949-es megszűnése után igény volt arra, hogy a 6–12 éveseknek is legyen önálló gyermeklapjuk. Először 1952-ben jelent meg a DISZ (Dolgozó Ifjúság Szövetsége) Központi Vezetőségének folyóirataként. 1956 november és 1957 február között kényszerű szünetet tartott. 1957 februárjában Kisdobos Gyermekújság címmel alakult újjá, majd 1957 szeptemberétől vette fel végleges nevét: Kisdobos, a Magyar Úttörők Szövetsége gyermeklapja.

### Dörmögő Dömötör
Először 1957 januárjában jelent meg az óvodások részére – az Ifjúsági Lapkiadó Vállalat gondozásában. Az óvodások mellett a kisdobos korúak is forgatták a lapot. A szélesebb „olvasótábor” tartalmi változásokat igényelt, ezért a lap részt vállalt a kisdobosélet megismertetéséből és az Úttörőszövetség nevelőmunkájából.

### Tábortűz

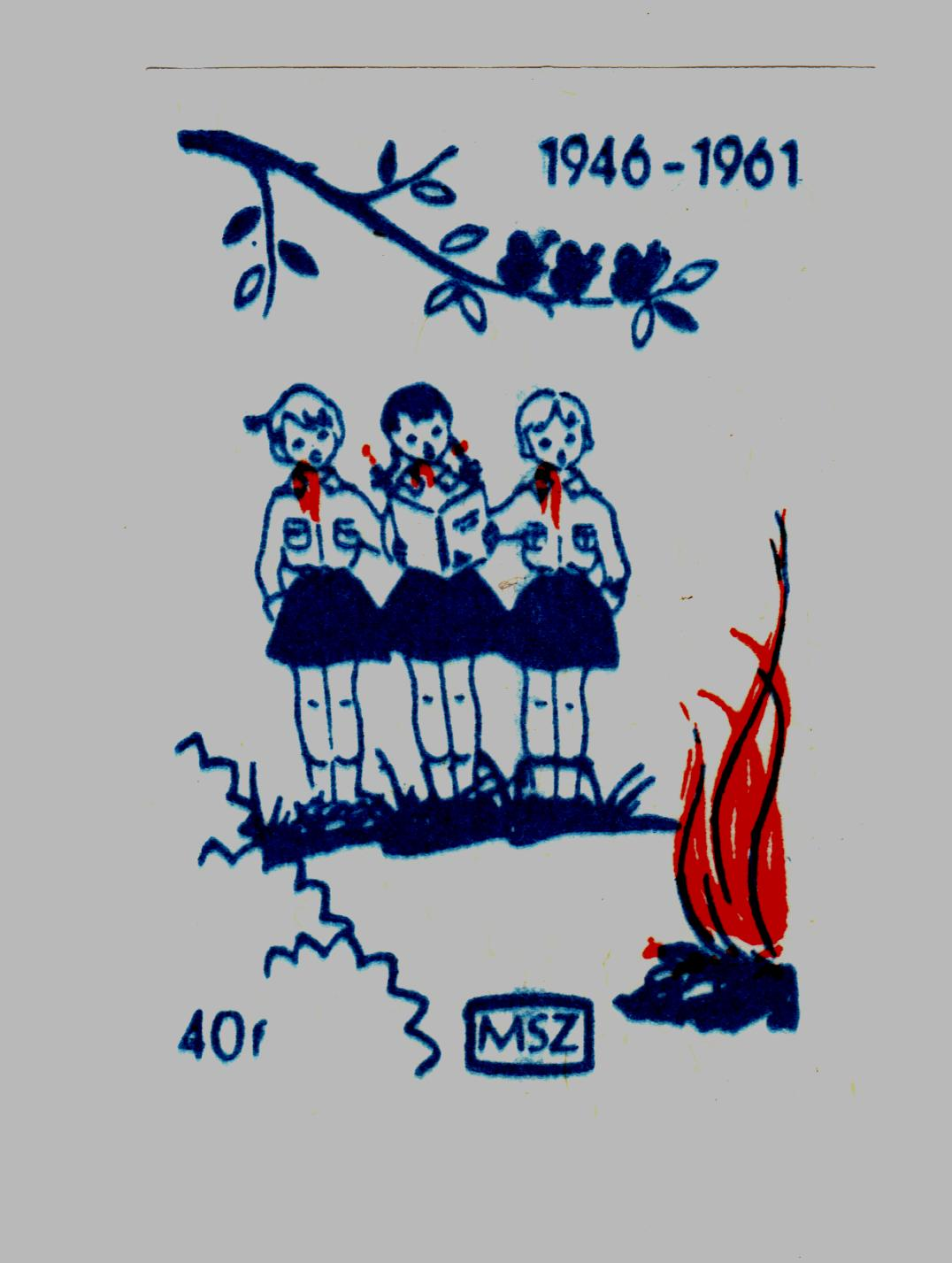
Úttörők és tábortűz gyufacímke

Első száma 1957 februárjában jelent meg. A 12–16 évesek irodalmi és ismeretterjesztő folyóirata volt. 1960-tól megszaporodtak a Tábortűz-ben az őrsök tevékenységét ismertető, segítő írások. 1964-től vált ismét – elsősorban ismeretterjesztő – képes folyóirattá, a Pajtás újság tartalmi és formai változásai miatt. A lap utoljára 1965. június 22-én, tanév végi zárószámmal jelentkezett, majd megszűnt.

### Kincskereső
1971-74 október között „tesztverzióként” időszakosan jelent meg elődje, ugyanezen címen. Első alkalommal 1974 októberében került a 10–14 évesek kezébe, mint a Magyar Úttörők Szövetsége irodalmi, művészeti és kulturális folyóirata. 30 000 példányban jelent meg, és ez az úttörő-folyóirat volt az egyetlen, melynek szerkesztősége nem Budapesten, hanem Szegeden volt. Szerkesztői közt volt Baka István is.

### Ifjúvezető
Az úttörőcsapatokban dolgozó KISZ-tag ifjúvezetők időszakos folyóirata 1973-ban jelent meg először. Évente 2-3 alkalommal adott elsősorban módszertani segítséget a fiatal ifivezetőknek. Fő feladatának a segítést tartotta, ezért az írások nagy része ötleteket tartalmazott. Ez a lap is a rendszerváltozás előtt röviddel szűnt meg.

### Hogyan?
Első száma 1969-ben jelent meg azzal a céllal, hogy időszakos kiadványként segítse az úttörőházak munkáját. Címe utalt törekvéseire: összegyűjteni az úttörő- és a művelődési házak gyermekfoglalkoztatásának gazdag tapasztalatait és azokat közreadni.

## Érdekességek
- Az úttörők jelszava 1948-ban: Petőfi él, a szabadság örök./Miénk a jövő, előre, úttörők!
- A csillebérci nagytábort Úttörő Köztársaságnak, a demokráciatanulás játékos iskolájának képzelték alapítói. Ennek része volt a munkaiskola-hagyományokra épített gyerekvasút és gyerekposta. Az eredeti tervben más mesterségeket is űzhettek volna a táborozó gyerekek.
- Az első közkedvelt úttörődal zenéjét Kodály Zoltán írta: Ej, haj, száll az ének...
- 1956-ban hosszú évek óta újra volt sátortábor Tihany-Aszófőn.
- 1961-ben, az úttörőmozgalom 15. születésnapján Gagarin, az első űrhajós levelet küldött Magyarországra: "Ne feledjétek, barátaim, a kozmoszba vezető út itt kezdődik a Földön".
- 1969. augusztus 15-én kezdődött el a zánkai úttörőtábor építése. 1971. július 1-jén fogadta a tábor az első lakókat. 1972-ben már 2900 fő táborozott itt. A Balatoni Úttörővárosban az elkövetkező években (1971-1989) több százezer kisdiák táborozott. 1996. szeptember 1-jétől Zánkai Gyermek és Ifjúsági Centrum, Oktatási és Üdültetési Közhasznú Társaságként szolgálja a magyar gyermek- és ifjúsági turizmus, oktatás és sport ügyét. 2014 óta az Új Nemzedék Központ és az Erzsébet Utalvány Alapítvány osztozik az ingatlan és a programok feletti tulajdonjogon.
- Az 1974-ben (több évi kísérlet után) a Magyar Úttörők Szövetsége gyermekirodalmi folyóirataként megjelent Kincskereső 30 000 példányban kelt el.
- Nyilasi Tibor a legendás labdarúgó a Pajtás-kupa elnevezésű tehetséggondozó tömegversenyen tűnt fel.
- 1976-ban a csillebérci Népművészeti Táborban szakvezetők voltak: Keszler Mária, Timár Sándor, Sebő Ferenc, Vidák István, Csoóri Sándor és mások.
- 1979-ben a Központi Úttörőegyüttes mutatta be a szerző rendezésében az Aki bújt, aki nem című darabot, mely máig a társadalomkritikai drámapedagógiai életjátékok mintaadó darabja (látható: www.drama.hu)